# 근로자참여 및 협력증진에 관한 법률
근로자참여 및 협력증진에 관한 법률은 노사간의 관계를 정의하는 대한민국의 법률이다.

## 노사협의회법(勞使協議會法)
1997년 3월 13일 법률 제5312호로 제정 공포된 이 법은 근로자와 사용자 쌍방이 참여와 협력을 통하여 노사공동의 이익을 증진함으로써 산업평화를 도모하고 국민경제발전에 이바지함을 목적으로 하며, 총칙, 협의회의 구성, 협의회의 운영, 협의회의 임무, 고충처리, 보칙, 벌칙 등 총 32조와 부칙으로 되어 있다(법 제1조).

## 고충처리(苦衷處理)
모든 사업 또는 사업장에는 근로자의 고충을 청취하고 이를 처리하기 위하여 고충처리위원을 두어야 한다. 다만, 대통령령으로 정하는 사업 또는 사업장은 그러하지 아니하다. 고충처리위원은 노사를 대표하는 3인 이내의 위원으로 구성하되, 협의회가 설치되어 있는 사업 또는 사업장의 경우에는 협의회가 그 위원 중에서 선임하고, 협의회가 설치되어 있지 않은 사업 또는 사업장의 경우에는 사용자가 위촉한다. 고충처리위원은 근로자로부터 고충사항을 청취한 때에는 10일 이내에 조치사항 기타 처리결과를 당해 근로자에게 통보하여야 한다. 고충처리위원이 처리하기 곤란한 사항에 대하여는 협의회에 부의하여 협의처리한다(법 제25조·제26조·제27조).